# ライアン・ストレイン
ライアン・ストレイン（英語: Ryan Strain、1996年4月2日 - ）は、オーストラリアとイングランドのサッカー選手。オーストラリア代表。ポジションはDF。

## クラブ歴
アストン・ヴィラFCの下部組織出身で、2015年にモドバリー・ジェッツFCで選手となった。
2016年にアデレード・ユナイテッドFCに加入。2017年9月22日にスカラーシップ契約を締結した。3ヶ月後には2年のプロ契約を締結し、クラブ史上30人目のトップ昇格となった。
2021年6月にマッカビ・ハイファFCに単年契約で完全移籍。
2022年6月にセント・ミレンFCに2年契約で加入。祖父もプレーしたクラブへの加入となった。

## 代表歴
年代別代表では2015年8月にU-20代表に招集された。2020年11月にAリーグ・メンのクラブとの練習試合に臨むU-23代表に招集され、17日のマッカーサーFCとの試合で出場した。
A代表では2021年8月に行われた2022 FIFAワールドカップ・アジア3次予選の中華人民共和国代表戦、ベトナム代表戦のメンバーで初招集された。両試合ともに出場が無かったが、その理由にハムストリングスの負傷があったと報じられた。初出場となったのは2022年9月25日に2022 FIFAワールドカップを見据えて行われたニュージーランド代表との親善試合であった。

## 私生活
祖父のジェリー・ベイカーはアメリカ合衆国代表のサッカー選手、大叔父のジョー・ベイカーはイングランド代表のサッカー選手。母のロレーヌ・ベイカー＝ストレインはイングランドの中距離陸上選手である。